# Brigitte O'Murphy
Marie Brigitte O'Murphy, född 1729, död 25 augusti 1793, är känd som älskarinna till kung Ludvig XV av Frankrike 1755–1757.

## Biografi
Brigitte O'Murphy var andra dotter och tredje barn till sina föräldrar och äldre syster till Marie-Louise O'Murphy. Hennes yngre syskon var Madeleine "Corbin", Michel-Augustin, Victoire "Gratien" och Marie-Louise.
Brigitte O'Murphy fördes till Parc-aux-cerfs för att ersätta sin syster 1755. Till skillnad från sina systrar beskrivs hon i en polisrapport inte som vacker utan koppärrig, och ska till skillnad från dem heller inte ha haft en bakgrund som prostituerad, utan försörjt sig med att tillverka falska pärlor och fungera som konstnärsmodell. d'Argenson kommenterade det med att det var kungens smak att gå från syster till syster efter sin relation med systrarna Mailly-Nesle. Krönikören hertig de Luynes uppgav att kungen vid denna tid underhöll två älskarinnor i Parc-aux-cerfs och att den ena av dem var en duktig konstnär som hade målat av kungen, och denna var troligen Brigitte O'Murphy.
Brigitte O'Murphy avskedades 1757 och fick 26 juli en pension på 600 livres. Hennes pension utökades 1770, och hon uppgavs då leva ett dygdigt och respektabelt liv. Hon tillhörde de få privilegierade pensionärerna när Ferme Générale förnyades 1774, då hon mottog 3 000 franc. Hon närvarade vid sin systerson Louis-Charles de Beaufranchet d'Ayats bröllop 1783. Hon förvaltade sin systers slott Soisy och egendom då denna flydde till Le Havre 1792 och sedan fängslades under skräckväldet. Hon dog en naturlig död på Soisy under skräckväldet, medan hennes syster satt fängslad.